# Hermesstab

Hermesstab mit zwei Schlangen

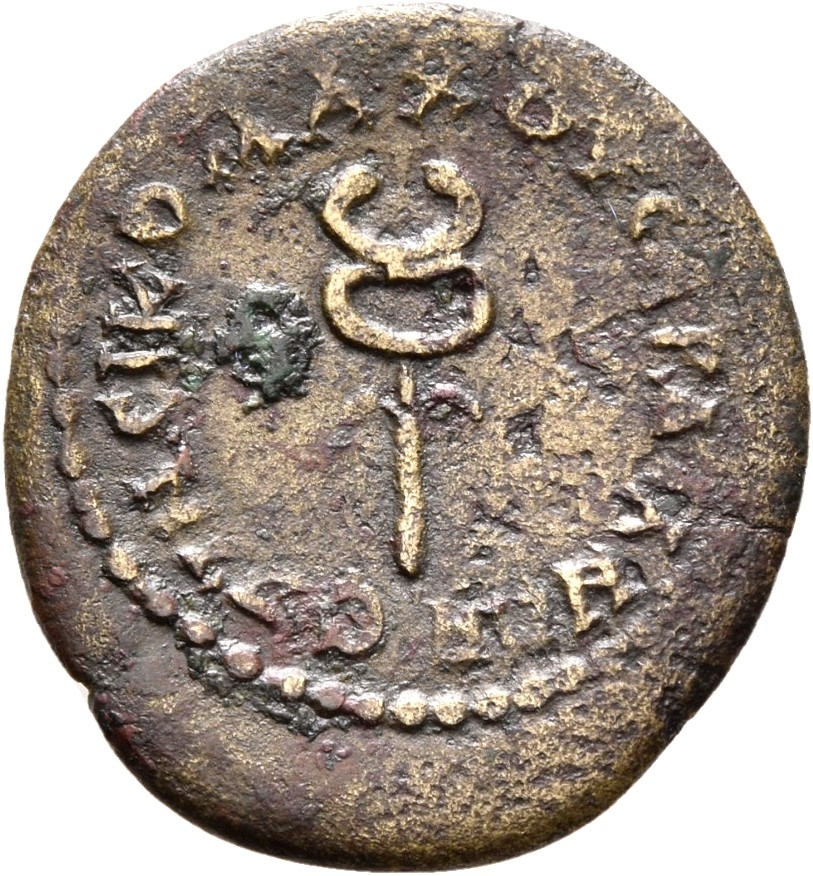
Münze aus Sardes (ca. 140–144 n. Chr.). Rückseite: Hermesstab

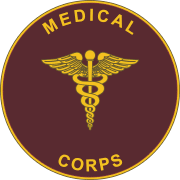
Abzeichen des Medical Corps der US Army

Der Hermesstab oder Caduceus (lateinisch caduceus; altgriechisch κηρύκειον kērýkeion von κῆρυξ kēryx „Herold“, auch ῥάβδος rhabdos „Stab“) ist ein Stab mit zwei Flügeln, der von zwei Schlangen mit einander zugewendeten Köpfen umschlungen wird. Er wird immer wieder mit dem Äskulapstab (eine Schlange ohne Flügel) verwechselt. Im Altertum war der Heroldsstab Erkennungszeichen der Herolde, das die Immunität dieser Überbringer militärischer Befehle oder geheimer Nachrichten signalisieren und ihre schadlose Rückkehr sichern sollte. In späterer Zeit war der Heroldsstab, als Merkurstab, Symbol des Handels, auch in der Heraldik (Merkurstab). Der berühmteste Stabträger war der griechische Gott Hermes, der von den Römern Mercurius (Merkur) genannt wurde. 
Außer Hermes/Merkur werden auch noch die griechische Götterbotin Iris und die römische Glücksgöttin Felicitas mit einem Heroldstab dargestellt. Möglicherweise haben Darstellungen des sumerischen Gottes Ningišzida dabei Pate gestanden.
Die Gestaltung wird verschieden interpretiert: einerseits als Verbindung gegensätzlicher Kräfte (dieser Auslegung bedienten sich später vor allem die Alchimisten), andererseits auch als Sinnbild für Fruchtbarkeit, wobei der Stab als Phallus-Symbol angesehen wurde, über dem sich zwei Schlangen paaren. 

## Verwendung

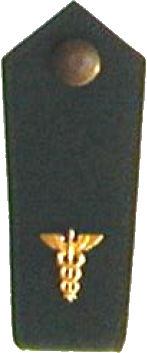
Schulterabzeichen für Mitarbeiter im Verwaltungsdienst der Polizei im höheren Dienst.

In heutiger Zeit steht der Hermesstab meist als Symbol für Wirtschaft und Handel. Die Verwaltungsdienste deutscher Armeen, Polizeien und Reedereien nutzten teilweise den Merkurstab als zusätzliches Emblem auf ihren Dienstgradabzeichen; so auch die Zollverwaltung der DDR. Im Barettabzeichen der Nachschubtruppe der Bundeswehr zeigt einen stilisierter Flügelstab vor stilisiertem Rad, aber ohne Schlangen. Die Schulterabzeichen für den Verwaltungsdienst der Polizei Nordrhein-Westfalen zeigten bis 2001 einen Hermesstab, bei der Bundespolizei bis mindestens 2010. Dabei war das Abzeichen je nach Laufbahngruppe grün für den mittleren, silber für den gehobenen oder gold für den höheren Dienst.
In den USA wird er auch als Symbol von medizinischen Einrichtungen benutzt, da er die Marke eines weit bekannten medizinischen Verlags des 19. Jahrhunderts war und Anfang des 20. Jahrhunderts als Symbol des U.S. Army Medical Corps eingeführt wurde. Die Nutzung des Caduceus als Symbol für medizinische Einrichtungen ist hierbei auf Missverständnissen begründet, die auch auf seiner Ähnlichkeit zum Äskulapstab fußen könnten, der von einer Schlange umwunden wird und das Symbol des ärztlichen und pharmazeutischen Standes darstellt. Historisch verbindet den Caduceus nichts mit Medizinberufen.
Münzen der Niederländischen Prägeanstalt tragen bereits seit 1830 einen Merkurstab als Prägezeichen. Dies gilt auch für die dort bis 2004 und seit 2009 gefertigten Luxemburgischen Euromünzen.
Das Unicodesymbol des Hermesstabes ist U+2624 ☤ CADUCEUS.

## Entstehungsgeschichte

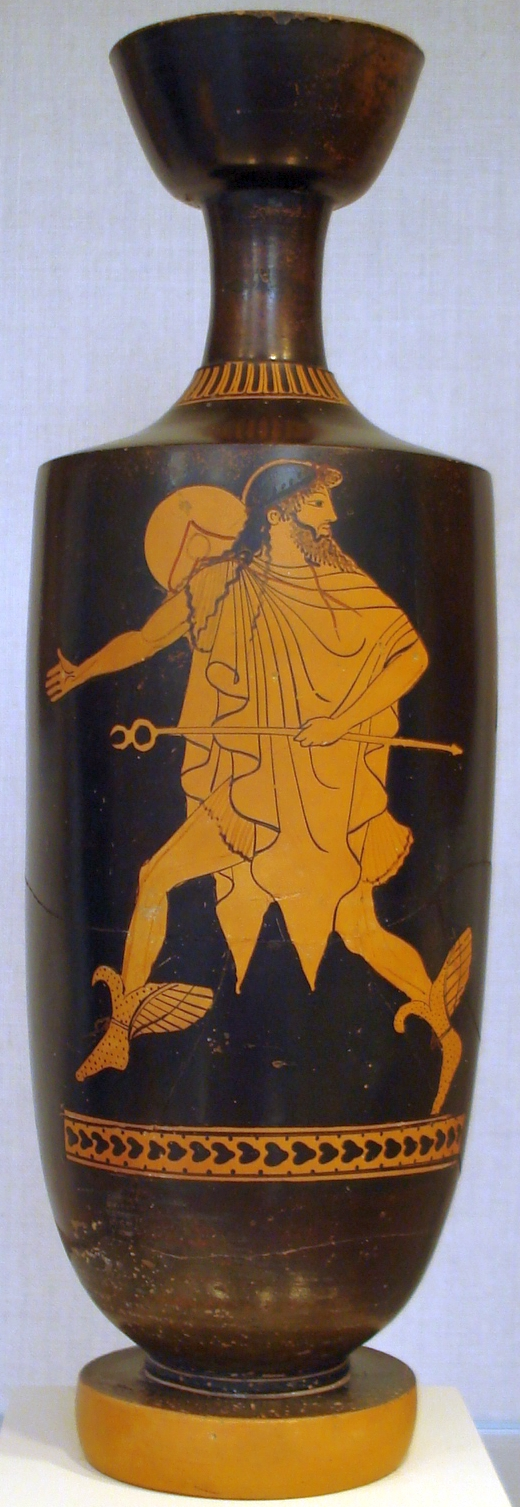
Hermes mit Flügelschuhen und Stab, attische Lekythos, 5. Jahrhundert v. Chr.

Der griechischen Mythologie zufolge wurde Hermes auf dem Kyllenegebirge in Arkadien als Sohn des Zeus und einer Nymphe geboren. Noch am Tag seiner Geburt stahl er seinem Bruder Apollon 50 Rinder, die jener im Auftrag von König Admetos in Thessalien hüten musste. Vom tobenden Apoll vor den Olymp geschleppt, befahl ihm der belustigte Zeus das gestohlene Vieh zurückzugeben. Stattdessen betörte Hermes den Apoll mit dem Spiel seiner selbst erfundenen Lyra und überredete ihn, statt der Rinder diese Lyra zu nehmen. Obendrein erhielt er von Apoll auch noch einen goldenen Zauberstab (= rhabdos chryseie), der den Schlaf schickt, auch den ewigen Schlaf, und der alles, was er berührt, zu Gold verwandeln kann. Sein Hauptattribut ist neben den Flügelschuhen und dem breitkrempigen, schattengebenden Reisehut (der später auch mit Flügel zu finden ist) der Heroldstab (griechisch-dorisch κηρύκειον kerykeion, bei Homer auch κηρύκειον σκῆπτρον kerykeion skeptron). In frühen Zeiten soll dieser Stab eher als Rute dargestellt worden sein, bestehend aus einem Öl- oder Lorbeerzweig mit zwei verknoteten Spitzen.
Auf Vasenbildern und Münzen findet man meistens einen dünnen Stab (Rute) mit Kreis am Ende und einem darübergesetzten Halbkreis (oder Halbmond). Die gleiche Form soll auch bei Phöniziern und Hethitern zu finden sein und möglicherweise eine Kombination aus Sonne und Halbmond darstellen. In Indien soll das Symbol von Sonne und Halbmond in noch früherer Zeit als „Trishula“ existiert haben. In der Alchemie und der Astrologie steht der Hermesstab bis heute für „Mercurius“ (Quecksilber) und den Planeten Merkur. Eine der frühesten Darstellungen, bei denen sich zwei Schlangenköpfe am Hermesstab finden, ist ein Bronze-Caduceus aus dem 5. Jahrhundert v. Chr. im Nationalmuseum von Palermo. Auch hier besteht der Caduceus im Wesentlichen aus einem Kreis mit Halbkreis auf dem Stab, nur dass die Enden des Halbkreises als Schlangenköpfe dargestellt sind. Die früheste Darstellung von Flügeln am Stab des Hermes findet sich an einer Statue aus dem 1. Jahrhundert nach Chr. Regelmäßig findet man Flügel und Schlangen am Caduceus erst seit dem 15. oder 16. Jahrhundert.
Durch Kontakte zwischen griechischer und ägyptischer Kultur spätestens seit der Eroberung Ägyptens durch Alexander den Großen entwickelte sich eine Verknüpfung des griechischen Hermes mit dem Ägyptischen Gott Thot. Oft als Pavian oder Ibis dargestellt, galt Thot als Erfinder der Zeitrechnung, der Schrift und der Wissenschaften, insbesondere der Mathematik und Astronomie, und war der Gott der Gesetze, der Weisheit, der Magie, der Weissagung und der heiligen Bücher. Er diente als Schreiber und Protokollführer der Götter und notierte das Urteil, wenn die Seelen der Verstorbenen in der Unterwelt gegen die Feder der Wahrheit Maat aufgewogen wurden. Wie Hermes galt er als Übermittler der Entscheidungen der Götter.
Der Caduceus des Hermes hatte bei den Griechen vielfältige Bedeutung. Ursprünglich ein Zauberstab, galt er später vorwiegend als Symbol des Herolds und als Friedenssymbol. Nach einer Legende fand Hermes einst zwei Schlangen in heftigem Kampfe ineinander verschlungen. Mit einem Olivenzweig trennte er die Kämpfenden, und zum Dank dafür umschlangen sie den Stab friedlich und wandten sich in Liebe einander zu. Hermes mit seinem Symbol galt fortan als Friedensstifter. Dies ist die positivste Bedeutung, die der Hermesstab erlangt hat. Bei den Römern galt er neben dem Friedenszeichen auch als Symbol für Handel und Verkehr. In Rom feierten die Kaufleute am 15. Mai ein Fest zu seinen Ehren. Dabei besprengten sie sich mit Wasser, um „sich damit von den Meineiden zu reinigen, die sie in ihrem Handel und Wandel bis dahin begangen hatten“.